# さくらインターネット
さくらインターネット株式会社（英: SAKURA internet Inc.）は大阪府大阪市北区に本社を置く、ホスティングサーバを中心とするデータセンター事業およびインターネットサービス事業を行う企業である。日本のインターネット黎明期よりホスティングサーバの提供を行っている。

## 沿革
- 1996年（平成8年）12月23日 - 現代表取締役社長の田中邦裕によってさくらインターネットが創業。ホスティングサーバ事業を開始。もともとは田中が舞鶴工業高等専門学校に在学中、学生寮内で知人にサーバを貸したところ好評で、学外から依頼が来るようになったことがきっかけだった[3]。
- 1999年（平成11年）
  - 8月 - さくらインターネット株式会社が設立。
  - 10月 - データセンター事業を開始。
- 2000年（平成12年）4月 - エス・アール・エス株式会社、有限会社インフォレストと合併し、商号をエスアールエス・さくらインターネット株式会社へと変更。
- 2004年（平成16年）7月 - 商号をさくらインターネット株式会社へ変更。
- 2005年（平成17年）10月 - 東証マザーズへ上場。
- 2006年（平成18年）8月 - オンラインゲーム事業を開始。米Turbine社の『ダンジョンズ&ドラゴンズ オンライン ストームリーチ』と『The Lord of The Rings Online』の日本語版を運営。
- 2007年（平成19年）11月 - オンラインゲーム事業の不振によって、特別損失を計上し債務超過。
- 2008年（平成20年）2月 - 双日に第三者割当増資を実施し、同社の持分法適用会社になるとともに、債務超過を解消。
- 2009年（平成21年）
  - 7月 - さくらインターネット研究所を開設。
  - 9月 - オンラインゲーム事業を終了。
- 2011年（平成23年）
  - 2月 - 連結子会社化を目的として、双日によるTOBを実施。
  - 11月 - クラウドコンピューティングに最適化した、日本最大級の郊外型大規模データセンターを北海道石狩市に建設。
- 2015年（平成27年）11月 - 上場市場をマザーズから東京証券取引所市場第一部へ変更[4]。
- 2016年（平成28年）4月25日 - ゲヒルン株式会社と株式譲渡に関する契約を結び（同年5月27日付で譲渡完了）、子会社化[5]。
- 2017年（平成29年）
  - 3月 - 公募増資と双日による株式の一部売却により、同社の連結子会社から外れる
  - 6月 - 本社をグランフロント大阪内に移転[6]。
- 2019年（令和元年）7月 - 石井浩がMarketing Leader of the Yearを受賞。
- 2021年（令和3年）6月 - 本社を東京建物梅田ビルに移転[7]。
- 2023年（令和5年）11月 - 政府クラウドの提供事業者に日本企業で初めて選定される[8]。

## 特徴
“高品質かつコストパフォーマンスに優れたサービスを提供する”を経営理念の一つとして掲げ、同業他社と比べても料金が安価な事、また、国内最大級の総計1.61テラビット毎秒（Tbps）のバックボーン回線（2020年10月08日現在）を有し、日本のインターネットの黎明期から事業を開始していることによる信頼性などから、個人から法人、官公庁まで幅広く利用されている。2015年7月1日、JPIX東京と100GbE接続を開始した。
サービスでの価格破壊の先陣を切る事が多く、当時1,000～2,000円が相場だったレンタルサーバーを、缶ジュース並(125円)の価格で提供した。そのコストパフォーマンスの高さから、mixiやGREE、2ちゃんねる、はてな、ニコニコ動画など、日本の大手IT企業のスタートアップ時には、さくらインターネットが使われていた。
ハウジングサービスに関しては、豊富な契約プランとセキュリティ性、強力な耐災害性を持ち、有償サポートでラック内にネットワークを構築する場合、目的と予算を伝えれば、あとは任せるといった柔軟な対応も行える。
耐災害性については、基本的に震度7の耐震性があり、停電用には無停電電源装置（UPS）とエンジン自家発電機によって、備蓄燃料だけでもある程度の間は電源供給ができる設備となっている。しかし、北海道胆振東部地震では、石狩データセンターにおいて、非常用発電設備により、送電停止の状態で約60時間運用を継続させたものの、非常用発電機設備の制御回路故障により一部サービスが数時間停止する障害が発生した。
なお2008年12月19日に西新宿データセンターにおいて、変圧器メーカーの組み立てミスに起因する発煙事故が発生している。
セキュリティについては、すべての拠点において、出入り口やコロケーションルーム、その他殆どの扉が、カードキーによる認証によってのみ開錠可能となっている。
約款上の特徴として、18禁・アダルト向けの内容（ただし創作物のみで、実写は含まず）の公開も認められているため、一時は多くの同人サークルがsakura.ne.jpやdojin.comドメインのウェブサイトを利用していた。
専用サーバの稼動数は国内有数の規模であり、2009年3月末時点で1万台以上の稼動実績がある。また、レンタルサーバについても45万を超えるユーザが利用している。
東京に一極集中しない経営方針により、社員はフルリモートでの勤務が可能であり、大阪にある本社への出社も推奨していない。社長である田中も沖縄県に在住しながら勤務している。一方で合宿や同期会など顔を合わせるイベントが開かれている。

## 事業内容

### データセンター
- ハウジングサービス

### ホスティング
- 物理基盤
  - 専用サーバ
  - レンタルサーバ
- 仮想基盤
  - VPS
  - クラウド

### オンラインメディア
- さくらのナレッジ
- さくマガ